# Aaadonta angaurana
Aaadonta angaurana је пуж из реда Stylommatophora.

## Угроженост
Ова врста је изумрла, што значи да нису познати живи примерци.

## Распрострањење
Овај пуж настањује Палау, док је на Маурицијусу истребљен.